# Vuelta a La Rioja 2013
La 53.ª edición de la Vuelta a La Rioja se disputó el domingo 31 de marzo de 2013. Se modificó la fecha de abril que se elegía desde 1996 para compatibilizarlo con carreras ciclistas profesionales del entorno (el día anterior se celebró el Gran Premio Miguel Induráin y el día siguiente se inició la Vuelta al País Vasco, además de para evitar la coincidencia con la Valvanerada.
El trayecto tuvo comienzo y final en Logroño, pasando por la calle Laurel en el tramo neutralizado y culminado con un circuito urbano de 15 km. Recorrió la Rioja Alta y el área metropolitana de la capital, además de una pequeña incursión en la Rioja Alavesa. El trazado atravesó Fuenmayor, Cenicero, Uruñuela, Nájera (cercanías de estos tres últimos núcleos; no figuraban en la hoja de ruta), Hormilla, Alto de Valpierre (3.ª categoría) Ollauri, Haro (Sprint Especial), Briones, San Vicente de la Sonsierra, Ábalos, Samaniego, Villabuena de Álava, Elciego, Alto de Elciego (3.ª categoría) Lapuebla de Labarca, Fuenmayor, Logroño, Lardero, tramo por la N-111 próximo a Albelda de Iregua, desvío a la LR-137 próximo a Nalda, Entrena, Lardero (Meta Volante), Alberite, Villamediana de Iregua y Logroño.
La prueba perteneció al UCI Europe Tour 2012-2013 de los Circuitos Continentales UCI, dentro de la categoría 1.1.
Participaron 11 equipos. Los 2 equipos españoles de categoría UCI ProTeam (Movistar Team y Euskaltel-Euskadi); el único de categoría Profesionales Continentales (Caja Rural); y los 2 de categoría Continental (Burgos BH-Castilla y León y Euskadi). En cuanto a representación extranjera, estuvieron 6 equipos: el UCI ProTeam australiano del Orica-GreenEDGE; el Profesional Continental colombiano del Colombia; los Continentales del Lokosphinx, 472-Colombia y Optum presented by Kelly Benefit Strategies; y la Selección de Argentina. Formando así un pelotón de 88 ciclistas, con 8 corredores cada equipo, de los que acabaron 73. El cambio de fechas falicitó una mejora en el nivel de los equipos y de los ciclistas participantes ya que ni en 2011 ni 2012 hubo equipos extranjeros de categoría ProTeam o Profesional Continental y esta vez hubo 2.
El ganador fue Francesco Lasca tras imponerse al sprint a Michael Matthews y Ken Hanson, respectivamente.
En las clasificaciones secundarias se impusieron José Herrada (montaña), Lluís Mas (metas volantes), Rubén Plaza (sprints especiales), Michael Albasini (combinada) y Lucas Gaday (sub-23).

## Clasificación final
| \| Posición \| Ciclista \| Equipo \| Tiempo \| \| -------- \| ---------------- \| ------------------------------------------- \| ----------- \| \| 1. \| Francesco Lasca \| Caja Rural-Seguros RGA \| 3 h 55' 50" \| \| 2. \| Michael Matthews \| Orica-GreenEDGE \| m.t. \| \| 3. \| Ken Hanson \| Optum presented by Kelly Benefit Strategies \| m.t. \| \| 4. \| Eric Young \| Optum presented by Kelly Benefit Strategies \| m.t. \| \| 5. \| Daryl Impey \| Orica-GreenEDGE \| m.t. \| \| 6. \| Juan José Lobato \| Euskaltel Euskadi \| m.t. \| \| 7. \| Enrique Sanz \| Movistar \| m.t. \| \| 8. \| Leigh Howard \| Orica-GreenEDGE \| m.t. \| \| 9. \| Michael Friedman \| Optum presented by Kelly Benefit Strategies \| m.t. \| \| 10. \| Unai Iparragirre \| Euskadi \| m.t. \| |                  |                                             |             |
| Posición | Ciclista         | Equipo                                      | Tiempo      |
| 1. | Francesco Lasca  | Caja Rural-Seguros RGA                      | 3 h 55' 50" |
| 2. | Michael Matthews | Orica-GreenEDGE                             | m.t.        |
| 3. | Ken Hanson       | Optum presented by Kelly Benefit Strategies | m.t.        |
| 4. | Eric Young       | Optum presented by Kelly Benefit Strategies | m.t.        |
| 5. | Daryl Impey      | Orica-GreenEDGE                             | m.t.        |
| 6. | Juan José Lobato | Euskaltel Euskadi                           | m.t.        |
| 7. | Enrique Sanz     | Movistar                                    | m.t.        |
| 8. | Leigh Howard     | Orica-GreenEDGE                             | m.t.        |
| 9. | Michael Friedman | Optum presented by Kelly Benefit Strategies | m.t.        |
| 10. | Unai Iparragirre | Euskadi                                     | m.t.        |